# TCD Siroco
Le TCD Siroco (indicatif visuel L9012) est la seconde unité de la classe Foudre. L'autre unité du même type était le TCD Foudre, vendue au Chili fin 2011. Le Siroco est désarmé en 2015, dans le cadre du plan de restructurations annoncé le 15 octobre 2014 par le ministère de la Défense. Il rentre de sa dernière mission pour la marine française le 26 avril 2015. Le lundi 6 juillet 2015, le TCD Siroco effectue sa dernière sortie à la mer. Il a été renommé NAM Bahia (G40) lors de son transfert à la Marine brésilienne, le 5 août 2015.

## Missions
Son numéro de coque est L9012.

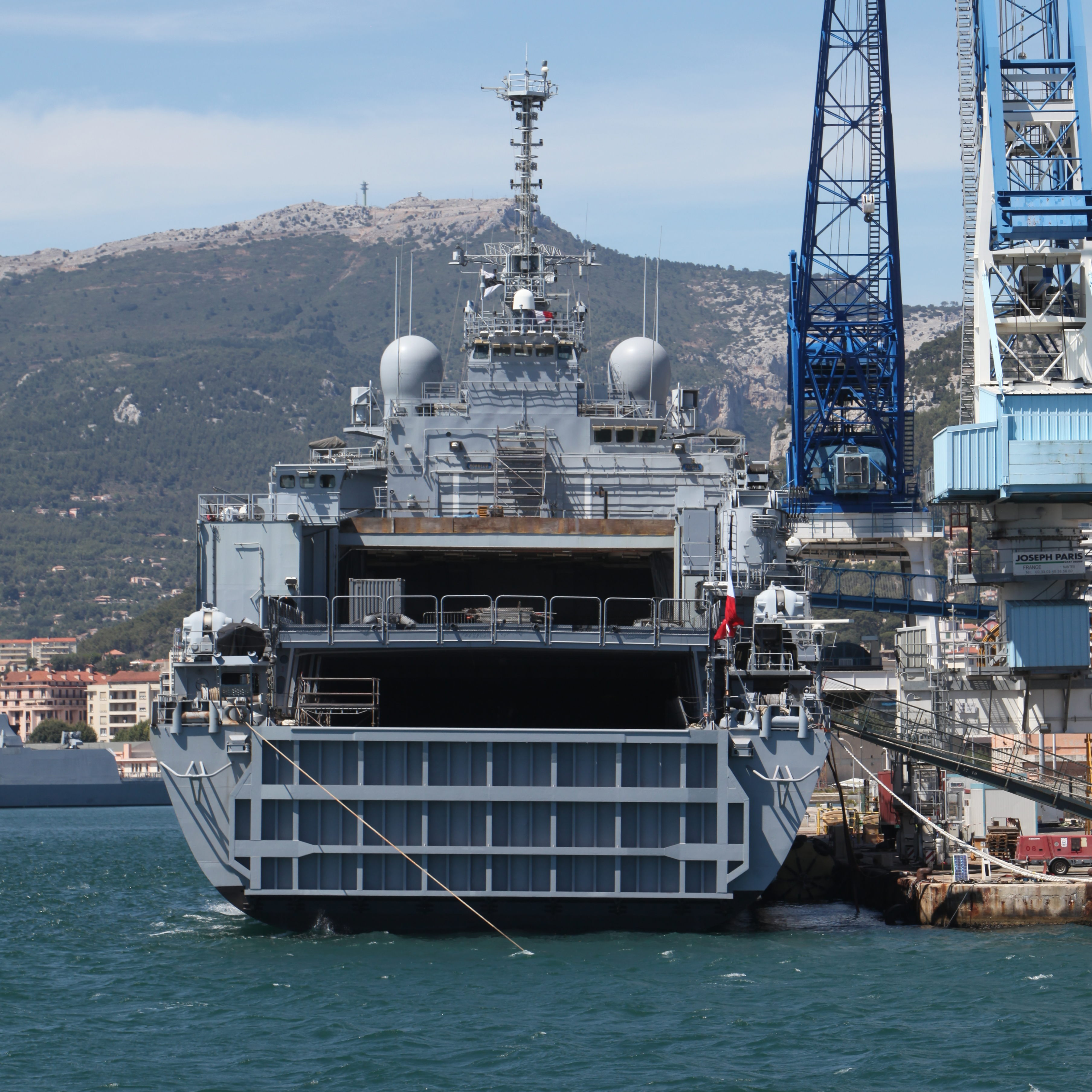
Le TCD Siroco

Le TCD (Transport de chalands de débarquement) a pour mission d'assurer le transport et la mise à terre par des moyens amphibies, sur une plage non préparée et en zone d'insécurité, d'un tiers de régiment mécanisé comprenant des chars de combat, des engins blindés et des véhicules divers. La mise à terre s'effectue au moyen de chalands de transport de matériel (CTM) transportés dans un bassin intérieur appelé « radier immergeable ».
Simultanément, le TCD peut d'une part, transporter, ravitailler et mettre en œuvre quatre hélicoptères lourds ; d'autre part, assurer le commandement d'une opération de débarquement d'ampleur limitée, l'hospitalisation et les soins aux blessés.
Marseille est sa ville marraine.
- Il a participé à la Mission Corymbe, un dispositif naval visant à assurer la présence permanente d'un bâtiment dans le Golfe de Guinée et au large des côtes d'Afrique de l'Ouest[6].
- Septembre 1999 - Décembre 1999, le TCD Siroco œuvre pour l'indépendance du Timor Oriental avec l'aide d'une coalition de l'Australie et des Nations Unies.
- Début d'année 2014, il est le navire amiral de la mission Atalanta. En janvier 2014, il interpelle cinq pirates tentant de s'attaquer au pétrolier Nave Atropos (Îles Marshall) et libère onze otages indiens[7].
- Novembre 2014, il participe au soutien de l'opération Chammal en apportant des pièces de rechange et des munitions pour les avions participant à cette opération[8].

## Désarmement
D'après le Livre Blanc sur la Défense et la Sécurité National (LBDSN) 2008, le Siroco devait rester en service actif jusqu'en 2022, le temps  que le 4e exemplaire des BPC soit livré à l'image du TCD Foudre. Mais en raison de restriction budgétaire, le LBDSN 2013 a restreint leur nombre à 3 rendant caduque la poursuite en service du Siroco. Celui-ci fut donc désarmé en 2015.

Plusieurs pays se sont dits intéressés par sa reprise. En premier lieu le Chili qui a précédemment acquis le Foudre et qui bénéficie d'une clause qui lui donnerait la priorité en cas de vente du second TCD. Finalement, le Chili renonce faute de budget. Ensuite, le Portugal était aussi intéressé. Une somme de 80 millions d'euros est annoncée pour la vente. Le 31 juillet 2015, le Portugal annonce finalement renoncer à l'achat du bâtiment. Enfin, le Brésil qui, après la venue d'une délégation de la marine brésilienne qui a effectué une évaluation du navire à Toulon les 16 et 18 décembre 2014, se porte acquéreur du bâtiment.

### Liens externes

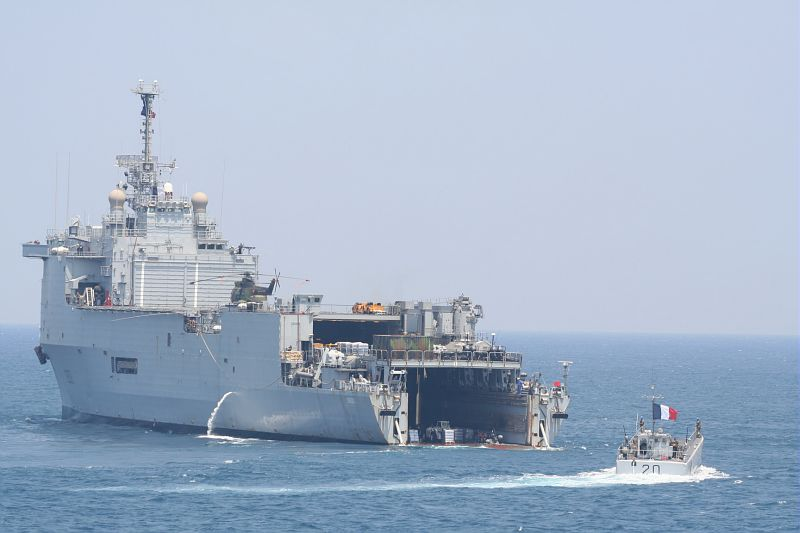
Enradiage à bord du Siroco lors de l'opération Baliste, mission d'évacuation des ressortissants français du Liban, lors de la guerre entre Israël et le Hezbollah.